# Túr
Túr (rum. Tur) – rzeka w północno-zachodniej Rumunii i w północno-wschodnich Węgrzech, lewy dopływ Cisy.
Długość – 94,0 km (65,8 km w Rumunii, 25,2 km na Węgrzech), powierzchnia zlewni – 1261 km² (944 km² w Rumunii, 317 km² na Węgrzech), średni przepływ – 8,8 m³/s. 
Túr ma źródła w Górach Gutyńskich, skąd spływa na północny zachód przez północną część Równiny Samoszu, przecinając miasteczko Negrești-Oaș. Koło wsi Rozsály przecina granicę rumuńsko-węgierską. Na Węgrzech płynie przez część Równiny Satmarsko-Berehowskiej zwaną Erdöhát. Túr uchodzi do Cisy koło wsi Szatmárcseke.